# Ultimate Christmas
Ultimate Christmas è un album di raccolta di musica natalizia del gruppo musicale statunitense The Beach Boys, pubblicato nel 1998.

## Tracce
1. Little Saint Nick – 2:01 (Brian Wilson, Mike Love)
2. The Man with All the Toys – 1:32 (B. Wilson, Love)
3. Santa's Beard – 2:00 (B. Wilson, Love)
4. Merry Christmas, Baby – 2:21 (B. Wilson)
5. Christmas Day – 1:47 (B. Wilson)
6. Frosty the Snowman – 1:54 (Steve Nelson, Jack Rollins)
7. We Three Kings of Orient Are – 4:03 (John Henry Hopkins)
8. Blue Christmas – 3:09 (Billy Hayes, Jay W. Johnson)
9. Santa Claus Is Coming to Town – 2:20 (J. Fred Coots, Haven Gillespie)
10. White Christmas – 2:29 (Irving Berlin)
11. I'll Be Home for Christmas – 2:44 (Kim Gannon, Walter Kent, Buck Ram)
12. Auld Lang Syne – 1:19 (traditional; arranged by B. Wilson)
13. Little Saint Nick (Single version) – 2:08 (B. Wilson, Love)
14. Auld Lang Syne (Alternate mix) – 1:23 (traditional; arranged by B. Wilson)
15. Little Saint Nick (Alternate version) – 2:04 (B. Wilson, Love)
16. Child of Winter (Christmas Song) – 2:49 (B. Wilson, Stephen Kalinich)
17. Santa's Got an Airplane – 3:09 (Alan Jardine, B. Wilson, Love)
18. Christmas Time Is Here Again – 3:02 (Buddy Holly, Norman Petty, Jerry Allison, Jardine)
19. Winter Symphony – 3:00 (B. Wilson)
20. (I Saw Santa) Rockin' Around the Christmas Tree – 2:23 (B. Wilson, Jardine)
21. Melekalikimaka (aka "Kona Christmas") – 2:34 (Jardine, Love)
22. Bells of Christmas – 2:44 (Jardine, Ron Altbach, Love)
23. Morning Christmas – 3:22 (Dennis Wilson)
24. Toy Drive Public Service Announcement – 1:23
25. Dennis Wilson Christmas Message – 0:31
26. Brian Wilson Christmas Interview – 2:35

## Classifiche
| Classifica (2022) | Posizione massima |
| ----------------- | ----------------- |
| Grecia            | 58                |